# Merwin
Merwin è un villaggio degli Stati Uniti d'America, situato nello Stato del Missouri, nella contea di Bates.